# Hennessey Venom GT
Hennessey Venom GT — суперкар 2010 американської компанії Hennessey Performance Engineering з Техасу на базі шасі британської моделі Lotus Exige з кузовом 2-дверне купе.

## Конструкція

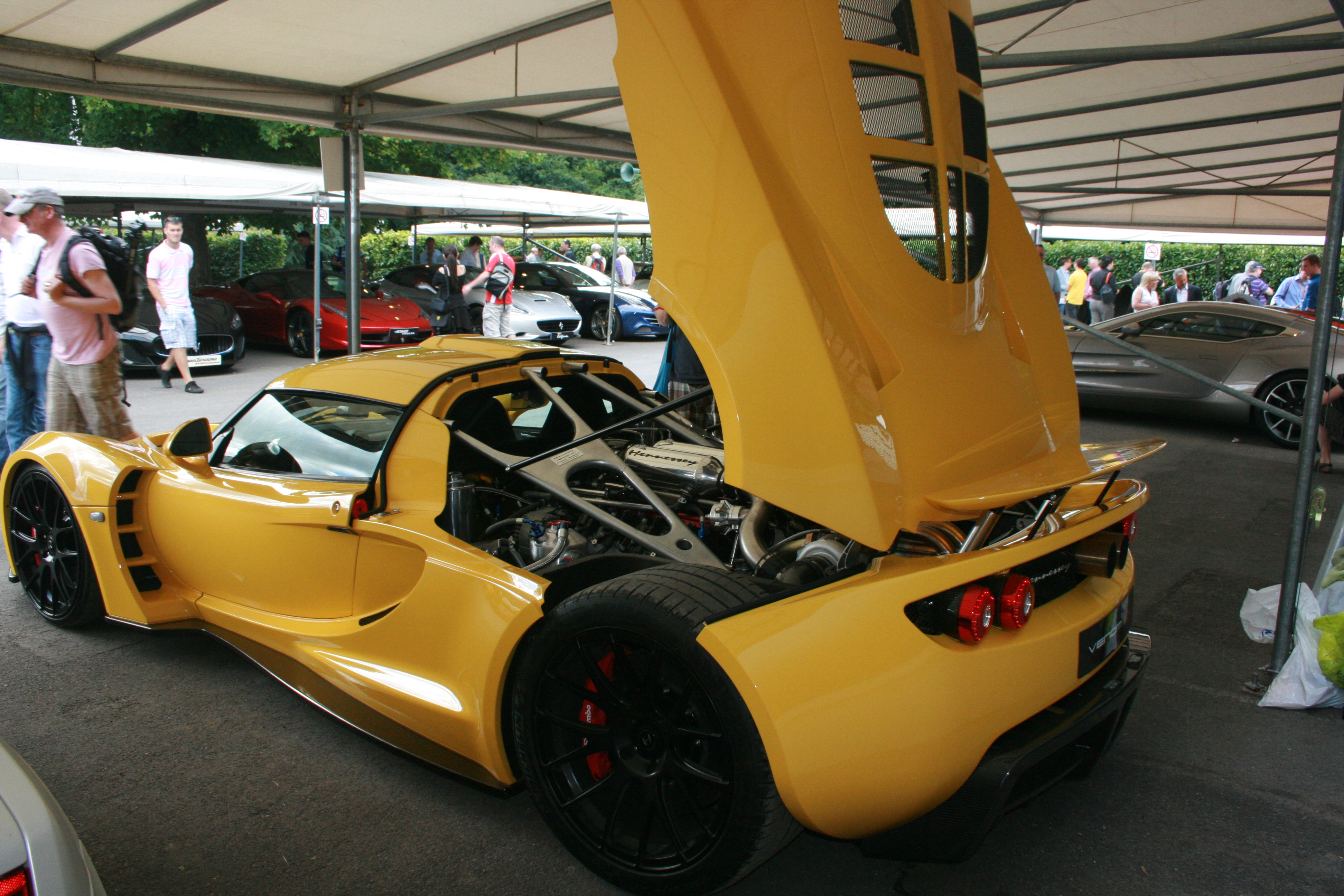
Задня частина Hennessey Venom GT

На авто встановлено мотор об'ємом 6999 см³ OHV 90° потужністю 735, 1014, 1244 к.с. при 4200 об/хв. Авто розвиває швидкість 435,31 км/год; прискорення 0-100 км/год за 2,4 сек, 0-160 км/год за 5,3 сек, 0-241 км/год за 8,9 сек, 0-322 км/год за 14,3 сек. Мотор доповнює 6-ступенева коробка передач з Ford GT.
Крім модифікованого шасі Lotus Exige використовується з даної моделі елементи даху, днища кузова, дверей, лобове і бічне скло, панель приладів, систему кондиціонування, вентиляції, фари. Кузов, колісні диски виконані з вуглепластику. Гальма Brembo мають 6-циліндрові супорти передніх коліс і 4-циліндрові задніх, 380-мм вуглецево-керамічні ротори.
Програмована система контролю тяги мотора пов'язана з системою контролю притискної сили — регульованою підвіскою (на 61 мм), регульоване заднє крило. Компанія пропонує 1-денний курс навчання покупцям з водієм-випробовувачем.
Заплановано виробляти по 10 машин в рік при ціні у США 600.000 доларів — 1.000.000 доларів (модифікація 1200 к.с.). На серпень 2014 було продано 16 машин з 29.
За спецзамовленнями було виготовлено 5 машин з відкритим верхом Venom GT Spyder.
Для встановлення рекорду швидкості 2014 було виготовлено 3 екземпляри Venom GT «World's Fastest Edition», які продали по 1.250.000 доларів.
Наступна модифікація Venom F5 2015 повинна отримати модифікований мотор з двома турбокомпресорами потужністю 1400 к.с., новою паливною системою, покращеною аеродинамікою кузова, збільшеною притискною силою, швидкістю до 290 миль/год. З 2016 заплановано випустити 30 машин за ціною 1.200.000 доларів.

## Рекорди
Дана модель відома встановленими на ній рекордами швидкості. Hennessey Venom GT 21 січня 2013 побив рекорд Koenigsegg Agera R, розігнавшсь 0-300 км/год за 13,63 сек, та неофіційний рекорд 0-322 км/год (0-200 миль) за 14,51 сек (Agera R 17,68 сек), причому на фабричних випробуваннях машина показала 13,48 сек, а 0-370 км/год за 19,96 сек.
Авто було визнано книгою рекордів Гіннесса найшвидшим серійним авто світу, коли на злітній смузі бази ВПС у Лемур, Каліфорнія розігнався 3 квітня 2013 до 427,6 км/год. Bugatti Veyron 16.4 Super Sport досягав 431,072 км/год, але обмеження швидкості не дозволяє перевищити 415 км/год. 14 лютого 2014 Браян Сміт (англ. Brian Smith) показав у Kennedy Space Center у Флориді на посадковій смузі Шатлів у одному заїзді швидкість 435,31 км/год, що не було занесено до книги рекордів Гіннесса, оскільки не було виконано 2 заїзди у протилежних напрямках; було виготовлено 29 екземплярів авто (16 продано) замість мінімальної серії у 30 машин; Venom GT проходить як модифікація Lotus Exige, а не окрема модель.